# فدریکو گرابیچ
فدریکو گرابیچ (انگلیسی: Federico Grabich؛ زادهٔ ۲۶ مارس ۱۹۹۰) یک شناگر اهل آرژانتین است.
از افتخارات وی میتوان به کسب مدال برنز ۱۰۰ متر آزاد در ۲۰۱۵ کازان اشاره کرد.